# Ludwig Hoelscher
Louis Hoelscher (Solingen, 23 août 1907 – Tutzing, 8 mai 1996) est un violoncelliste allemand.

## Biographie
Hoelscher est le plus jeune des trois enfants d'un bijoutier et violoniste amateur, jouant dans un « quatuor à cordes familial ». Le jeune Ludwig commence à six ans le violoncelle. À partir de ses dix ans, il acquiert de l'expérience chez lui en musique de chambre, sans toutefois, être un enfant prodige.
Hoelscher étudie le violoncelle à Cologne, Munich, Leipzig et Berlin, entre autres, chez Hugo Becker, Julius Klengel et Wilhelm Lamping (1880–1951). En 1930, il reçoit, avec Ibolyka Zilzer (1906–1971) le prix Mendelssohn pour les musiciens. Sa carrière musicale commence avec la rencontre de la pianiste Elly Ney en 1932, et du violoniste Guillaume Stross qui formeront le Trio Elly Ney.
En 1936, Hoelscher fait ses débuts avec l'orchestre philharmonique de Berlin sous la direction de Wilhelm Furtwängler, les deux étant amis pour la vie.

### Période du Troisième Reich
Hoelscher était considéré comme l'un des artistes les plus importants dans l'État national-socialiste, ce qui lui vaut son inscription au Ministère du Reich à l'Éducation du peuple et à la Propagande en août 1944, publiée dans la Gottbegnadeten-Liste (« Führerliste »), qui exemptait plus de mille artistes des obligations militaires.
Le 1er mai 1937, Hoelscher est membre de la NSDAP (numéro 5.156.776),. À partir du 1er avril 1937, le joueur de 29 ans  est professeur à la Musikhochschule de Berlin. Le 29 mai 1938, il est soliste au concert de clôture de la première Reichsmusiktage à Düsseldorf, où a lieu l'exposition de « musique dégénérée » (Entartete Musik). La même année, Hoelscher participe aux journées Beethoven des jeunesses hitlériennes à Wildbad et pour la politique culturelle dans les camps de travail des guides de la jeunesse du Reich (« Reichsjugendführung ») à Weimar et joue pour la « fête de la Lumière » devant le personnel de quatre entreprises industrielles. À partir de 1938, Hoelscher est également professeur au Mozarteum de Salzbourg. À des fins de propagande culturelle, il se produit en 1942, notamment en Belgique occupée dans les concerts itinérants de la Wehrmacht, à Anvers, Gand, Malines, Louvain, Lierre et Saint-Nicolas. Pendant l'été 1943, il se produit aussi à Bucarest, Lviv, Lublin et Varsovie,. Quelques mois avant la fin de la guerre, le 2 décembre 1944, il collabore avec la Philharmonie du gouvernement général à Cracovie. Ce Gouverneur général était Hans Frank, qui a des fins de propagande avait formé un orchestre, avec de grands musiciens polonais. Dans le journal de service de Frank, on trouve ce texte : « Concert de Cracovie avec le prof. Hoelscher ». Lors de ce concert, placé sous la direction de Hans Swarowsky, est créée une composition de Hans Pfitzner, Cracovie Accueil, dédiée à Hans Frank.

### Après-guerre
En dépit de son adhésion à différentes organisations national-socialistes, comme le NSDAP, la ligue coloniale du Reich et la ligue nationale socialiste des étudiants allemands, Ludwig Hoelscher a pu poursuivre sa carrière après la seconde Guerre Mondiale. De 1954 à 1972, il est professeur à la Musikhochschule de Stuttgart. Il effectue de nombreuses tournées le conduisant dans le monde entier, notamment en 1953 au Japon, où il se rend pour la première fois et où il est membre d'honneur de la Ueno-Université de Tokyo. En plus de nombreuses autres distinctions, il reçoit également le titre de membre honoraire de l'Association de la Beethoven-Haus de Bonn.
Ludwig Hoelscher pendant toute sa carrière a été soliste et musicien de chambre. Il a joué notamment avec Elly Ney, Walter Gieseking, Hans Richter-Haaser, Wilhelm Kempff, Wilhelm Keilmann, Carl Marin, Adrian Aeschbacher, Kurt Rapf. Il a créé plus d'une cinquantaine d'œuvres, notamment de Wolfgang Fortner, Karl Hasse (1883-1960), Joseph Rheinberger, Ermanno Wolf-Ferrari, Hans Pfitzner, Walter Gieseking, Karl Höller, Harald Genzmer, Hans Werner Henze, Ernst Krenek, Heinrich Sutermeister, Peter Jonas Korn, Günter Bialas, Wilhelm Keilmann, Casimir von Pászthory. Il a également créé les premières allemandes d'œuvres de Paul Hindemith.

## Discographie
Hoelscher a fait de nombreuses gravures, dont certaines sont maintenant republiées, notamment par les labels Bayer Records, Hänssler et Forgotten Records, en France.